# Man Jiang Hong
Man Jiang Hong (en chino simplificado, 满江红), traducida en inglés como Full River Red, es una película china de comedia histórica y suspense de 2023 dirigida por Zhang Yimou y protagonizada por Shen Teng y Jackson Yee en los papeles principales, junto con Zhang Yi, Lei Jiayin, Wang Jiayi y Yue Yunpeng en papeles secundarios. La película se estrenó en los cines de China el 22 de enero de 2023, coincidiendo con el Año Nuevo chino.

## Sinopsis
La película narra un caso misterioso ambientado en la era inicial de la dinastía Song del Sur. Está ambientado cuatro años después de la muerte del general Yue Fei (alrededor de 1146). Un misterioso asesinato ocurre en la residencia de Qin Kuai cuando se encuentra con delegados de la rival dinastía Jin. Un soldado y un comandante se enredan en una gran conspiración cuando uno de los enviados de Jin muere y se informa que falta una carta confidencial. Justicieros vigilantes son responsables del incidente y quieren matar al presunto traidor.

## Elenco
El reparto de la película está formado por:
- Shen Teng como Zhang Da (张大), un simple recluta sin rango
- Jackson Yee como Sun Jun (孙均), El comandante adjunto del batallón de guardia
- Zhang Yi como He Li (何立), el gerente general de la oficina del gran canciller
- Lei Jiayin como Qin Hui, el gran canciller
- Wang Jiayi (王佳怡) como Zither (Yao Qin 瑶琴), una bailarina y el amor de Zhang Da
- Yue Yunpeng como Wu Yichun (武义淳), el vicegerente general de la oficina del gran canciller
- Pan Binlong (潘斌龙) como Ding Sanwang (丁三旺), un soldado Song que muere
- Yu Ailei (余皑磊) como Liu Xi (刘喜), un campesino de la dinastía Song que es asesinado a puñaladas por mandato de He Li
- Guo Jingfei (郭京飞) como Wang Biao (王彪)
- Ou Hao as Zheng Wan (郑万), un soldado Song
- Wei Xiang (魏翔) como Hadeng (哈登), un enviado de Jin que es asesinado
- Zhang Chi (张弛) como Chen Liang (陈亮), un soldado Song (guardia izquierdo)
- Huang Yan (黄炎) como Hu Yong (胡永), un soldado Song (guardia derecho) que es condenado a muerte (decapitación) como tributo a la dinastía Jin
- Xu Jingya (许静雅) como Lan Yu (蓝玉)
- Jiang Pengyu (蒋鹏宇) como Lüzhu (绿珠), una bailarina
- Lin Boyang (林博洋) como Liu Yan (柳燕), una bailarina
- Fei Fan (飞凡) como Qingmei (青梅), una bailarina
- Ren Sinuo (任思诺) como Yao Yatou (姚丫头), la hija de Liu Xi
- Chen Yongsheng (陈永胜) como un miembro de la dinastía Song
- Zhang Yinan (张壹男) como Chen Xi (陈锡), el secretario de la dinastía Song

Algunos personajes (como He Li) están basados en la novela General Yue Fei, escrita por Qian Cai durante la dinastía Qing. Algunos personajes también comparten nombres con personas históricas de otros períodos, como Lan Yu, un general que fue ejecutado por Zhu Yuanzhang durante la dinastía Ming temprana, y Lüzhu, un antiguo cantante chino.

## Producción

### Desarrollo
La película se inspira en un poema de Yue Fei, titulado que Man Jiang Hong, que relata la historia de un general de la dinastía Song (1127-1279), conocido por su patriotismo y lealtad a su país, que es incriminado y ejecutado por el primer ministro Qin Hui. Aunque el poema se atribuye a Yue Fei, hay teorías de que en realidad no lo escribió. Algunos incluso dicen que el poema fue escrito en un período de tiempo diferente (por ejemplo, después de la dinastía Song), citando el hecho de que se mencionan las montañas Helan y Xiongnu.
El poema Man Jiang Hong es recitado durante la película por el doble de Qin Hui frente al ejército Song.

### Rodaje
La filmación de la película comenzó el 26 de junio de 2022, tuvo lugar en Taiyuan en la provincia de Shanxi y terminó de filmarse en agosto de 2022.

## Estreno
La productora publicó el primer tráiler el 27 de diciembre de 2022. El mismo día, también anunció que el estreno de la película estaba programado para el 22 de enero de 2023. El 29 de diciembre de 2022, la productora publicó la lista del elenco completo. El 5 de enero de 2023, dio a conocer los nombres de los personajes del elenco completo.

## Recepción

### Taquilla
La película tuvo una taquilla muy buena de 4540 millones de yuanes desde su estreno el 22 de enero de 2023 hasta el 19 de marzo de 2023. Para el 18 de marzo de 2023, la película era el sexto filme más taquillero de China de todos los tiempos y la más taquillera del Año Nuevo chino de 2023.

### Respuesta de la crítica
En Rotten Tomatoes, la película tiene un índice de aprobación del 100 % basada en 10 reseñas. En Metacritic, que utiliza un promedio ponderado, asignó a la película una puntuación de 75 sobre 100, basada en 7 críticos, lo que indica «críticas generalmente favorables».